# Manduca empusa
Manduca empusa är en fjärilsart som beskrevs av Kernbach 1965. Manduca empusa ingår i släktet Manduca och familjen svärmare. Inga underarter finns listade i Catalogue of Life.